# NGC 5635
NGC 5635 ist eine Spiralgalaxie mit aktivem Galaxienkern vom Hubble-Typ Sb im Sternbild Bärenhüter. Sie ist schätzungsweise 196 Millionen Lichtjahre von der Milchstraße entfernt, hat einen Durchmesser von etwa 130.000 Lj und wird als Seyfert-3-Galaxie klassifiziert.
Das Objekt wurde am 1. Mai 1785 von dem Astronomen William Herschel mithilfe seines 18,7 Zoll-Spiegelteleskops entdeckt und später von Johan Dreyer in seinem New General Catalogue aufgenommen.

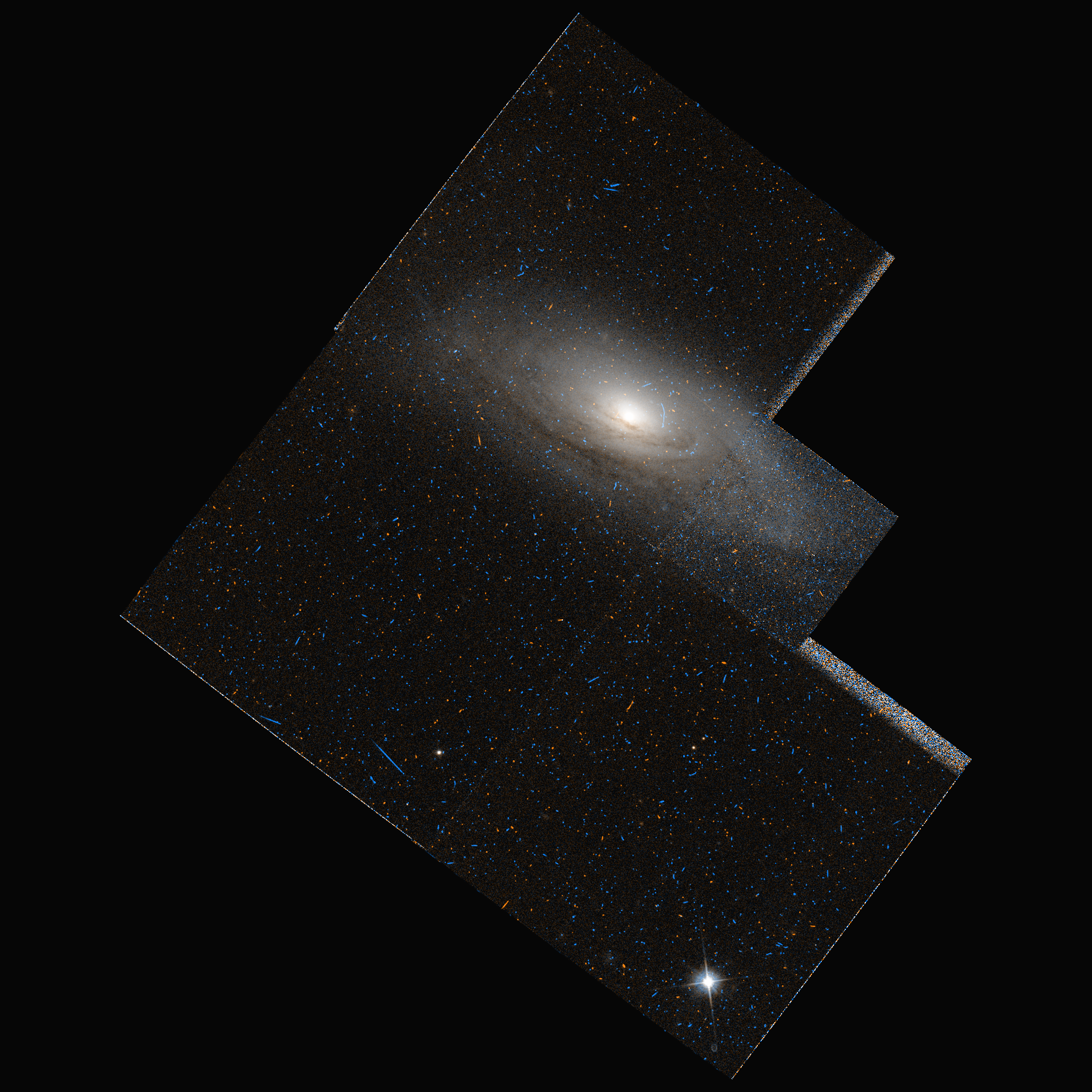
Aufnahme der Spiralgalaxie NGC 5635 mithilfe des Hubble-Weltraumteleskops